# Niltinho
Niltinho (Salvador), é um político brasileiro, filiado ao PP. Nas eleições de 2022, foi eleito deputado estadual pela BA.